# 凯撒 (头衔)
凱撒（拉丁語：Cæsar）是羅馬帝國皇帝的頭銜之一。從羅馬共和政體轉型為帝國的過程中，在身為獨裁官的蓋烏斯·尤利烏斯·凱撒（前102年-前44年）死亡之後，幾位古羅馬掌握實權的領導人，都宣稱自己繼承了凱撒家族的名號（與其合法的統治地位）。於是「凱撒」一詞便成了羅馬皇帝的眾多頭銜之一。在羅馬帝國的四帝共治時期，戴克里先正式將「凱撒」一詞重新定位為「副帝」，為「正帝」頭銜奧古斯都的副手與指定繼承人。

## 語源
凱撒的原義是「毛茸茸的」，可追溯至羅馬早期尤利亞（Iulia）氏族的分支尤利．凱撒（Iulii Caesares），可能由於其本人有明顯的長髮（另一種說法，則是反諷他的頭上無毛）。古羅馬共和末期的政治強人尤利烏斯·凱撒遇刺身亡，在他的遺囑中，指定其年輕的姪孫蓋烏斯·屋大維為他的繼承人。以當時羅馬的習俗，屋大維便在法理上成了凱撒的養子，並且名字成了「蓋烏斯·尤利烏斯·凱撒·屋大維烏斯」（Gaius Julius Caesar Octavianus）。

## 唯一的羅馬皇帝
基於政治與個人理由，屋大維取得政治上的唯一實權後，十分強調他與凱撒的關係，並在自稱時僅細心且謙遜地採用了「大將軍凱撒（Imperator Caesar）」——大將軍代表其實掌的軍權，凱撒則代表他的合法繼承關係，其餘的封號在公開場合一概婉拒。後來羅馬元老院才在前27年，贈與屋大維另一個神聖尊貴的稱號「奧古斯都」。繼承屋大維皇位的人是他的繼子提貝里烏斯。提貝里烏斯的原名為「提貝里烏斯·克勞狄烏斯·尼祿」，他以養子的身份取得屋大維的一切法理地位，名字便成了「提貝里烏斯·尤利烏斯·凱撒」。
羅馬的第四任皇帝克勞狄烏斯，則是第一位非凱撒親族而繼位為「凱撒」封號的皇帝，不過他仍是同屬於「尤里亞．克勞狄氏族」的成員。而第一位毫無氏族血緣的皇帝，則是在68年皇帝尼祿自殺後即位的加爾巴，但加爾巴也同樣地使用凱撒的頭銜，稱為「塞爾維烏斯·加爾巴·大將軍·凱撒」。
加爾巴不久被奧圖謀殺，而奧圖也很快地被維特里烏斯擊敗而亡。維特里烏斯所用的稱號為「奧魯斯·維特里烏斯·日耳曼尼庫斯·大將軍·奧古斯都」，他是第一個未使用凱撒做為他名字的一部分的皇帝（雖然，後來他在情勢危殆之時，仍舊接受了凱撒的頭銜）。然而，69年擊敗維特里烏斯的維斯帕西安，結束帝國的混亂局勢，並建立了弗拉維王朝。他重新起用了凱撒做為名字的一部分。後來，「大將軍」與「凱撒」都成了習慣上的定制，是為皇帝名字的一部分，形如「大將軍·凱撒·XXX·奧古斯都」。

## 四帝共治
293年3月1日，皇帝戴克里先建立了四帝共治的制度。四帝共治是一種將羅馬帝國分為東西兩區，每區各由一位正皇帝與副皇帝共同治理，副皇帝也同時為正皇帝指定的當然繼承人。這時候只有兩位正皇帝可以使用「奧古斯都」的名銜（雖然正皇帝的全名仍為「大將軍·凱撒·XXX·奧古斯都」的形式），而副皇帝在尚未繼任前，只能使用「凱撒」的稱號。
四帝共治的制度很快就崩潰，最後逐漸形成了兩個互不隸屬的帝國，即西方以拉丁文為主的西羅馬、與東方以希臘語為主的東羅馬帝國了。

## 拜占庭帝國
在东罗马帝国（拜占庭帝國）中，凱撒（希腊语音译为Καῖσαρ）成为一个高等级的荣誉头衔，初期一般授予皇族近亲，之后地位相对下降，皇族之外的人乃至外国贵族也被授予“凯撒”头衔，直到帝国末期。塞尔维亚等受拜占庭影响较深的国家也在国内授予“凯撒”头衔。

## 影響
歷史上，「凱撒」（Caesar、Kaiser、Tsar）一字在許多語言裡，都保留了統治者頭銜的意義，當中更有被數個國家用作正式的統治者頭銜；著名例子有神聖羅馬帝國、奧地利帝國、奧匈帝國、奥斯曼帝国、德意志帝國的凱撒（Kaiser）與俄國的沙皇。以下列出各語言對男性統治者與女性統治者的同源名詞。
日耳曼語系：
- 丹麥語：Kejser & Kejserinde；
- 荷蘭語：Keizer & Keizerin；
- 德語：Kaiser & Kaiserin
- 冰島語：Keisari & Keisaraynja；
- 挪威語：Keiser & Keiserinne；
- 瑞典語：Kejsare & Kejsarinna。

斯拉夫與波羅的海語系：
- 白俄羅斯語：Tsar & Tsarytsa；
- 保加利亞語：Tsar & Tsaritsa；
- 克羅埃西亞語與塞爾維亞語：Car & Carica；
- 捷克語：Císař & Císařovna；
- 拉脫維亞語：Keizars & Keizarienne；
- 波蘭語：Cesarz & Cesarzowa；
- 俄語：Царь -Tsar ,Czar（舊式） & Царица -Tsaritsa ,Czaritsa（舊式）；
- 斯洛伐克語：Cisár & Cisárovná：
- 斯洛維尼亞語：Cesar & Cesarica；
- 烏克蘭語：Tsar & Tsarytsya。

芬蘭-烏戈爾、閃族、阿爾泰語系：
- 阿拉伯語：Qaysar - قيصر
- 愛沙尼亞語：Keiser & Keisrinna；
- 芬蘭語：Keisari & Keisarinna；
- 希伯萊語：Keisár & Keisarít；
- 匈牙利語：Császár & Császárnő；
- 土耳其語：Kayser-i-Rûm。